# Vernon, Eure

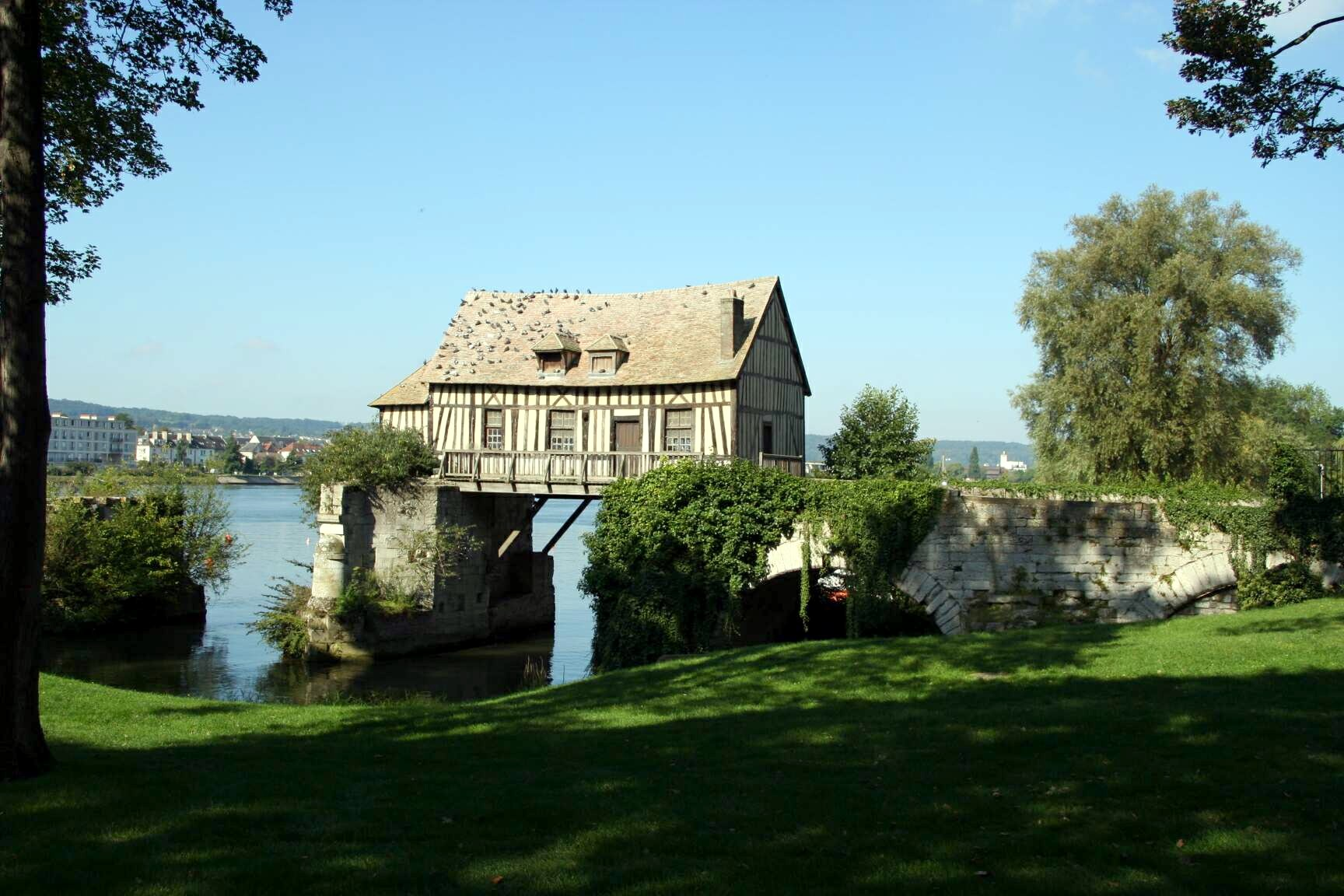

Vernon är en kommun i departementet Eure i regionen Normandie i norra Frankrike. Staden ligger vid stranden av floden Seine, ungefär halvvägs mellan Paris och Rouen. År 2022 hade Vernon 24 841 invånare.

## Befolkningsutveckling
Antalet invånare i kommunen Vernon
Referens:INSEE

## Galleri

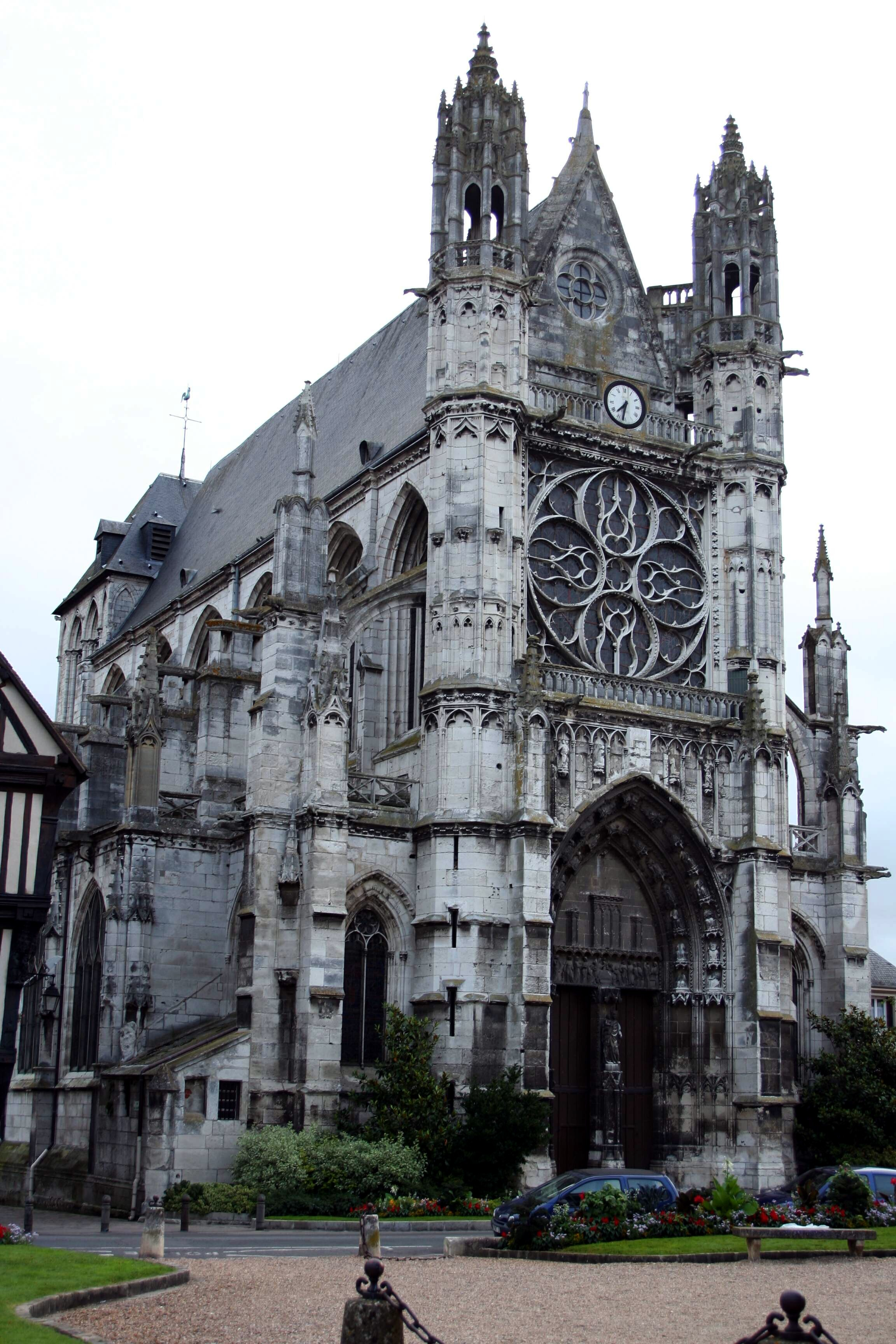
Kyrkan Notre-Dame
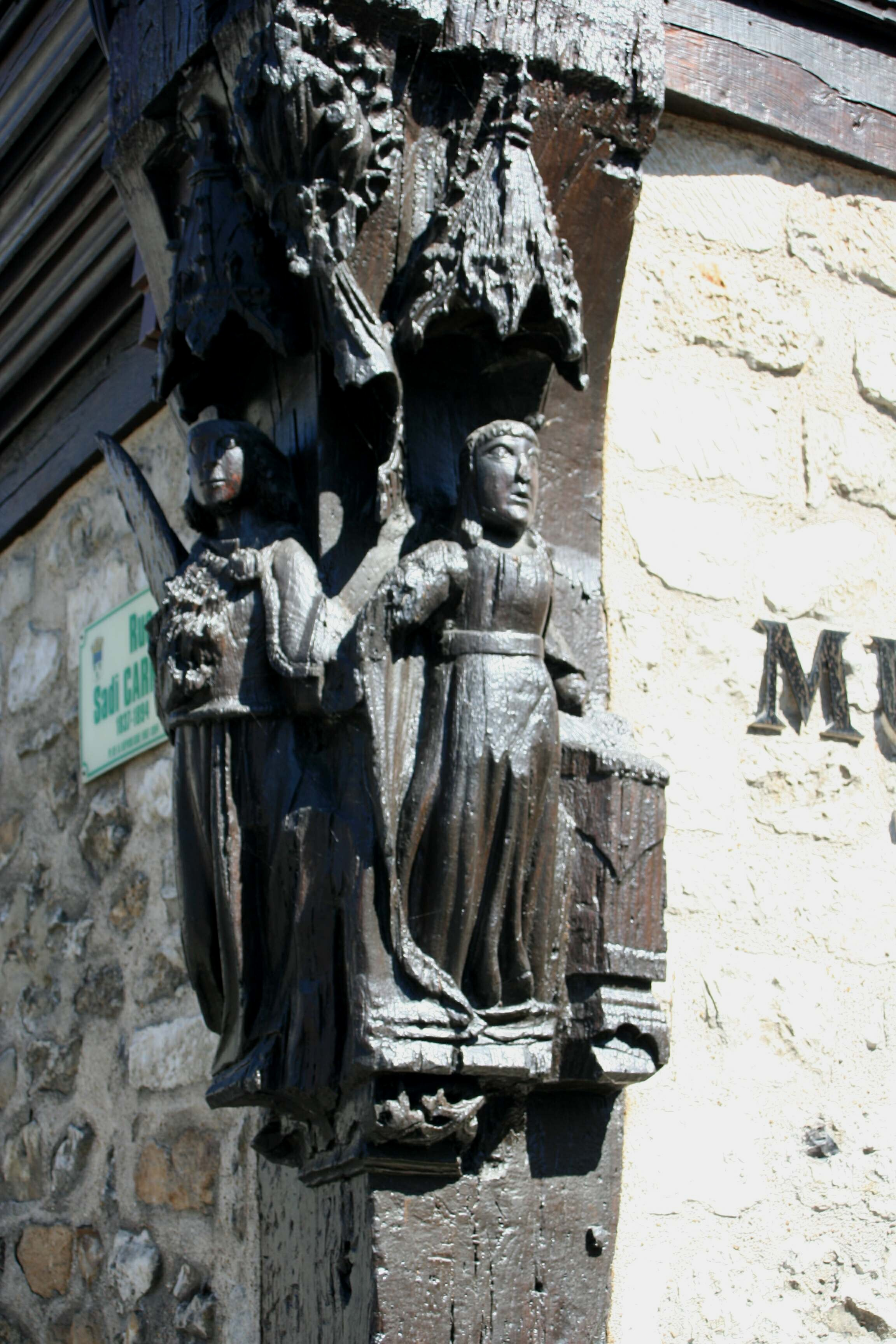
Korsningen Rue du Pont et Rue Carnot
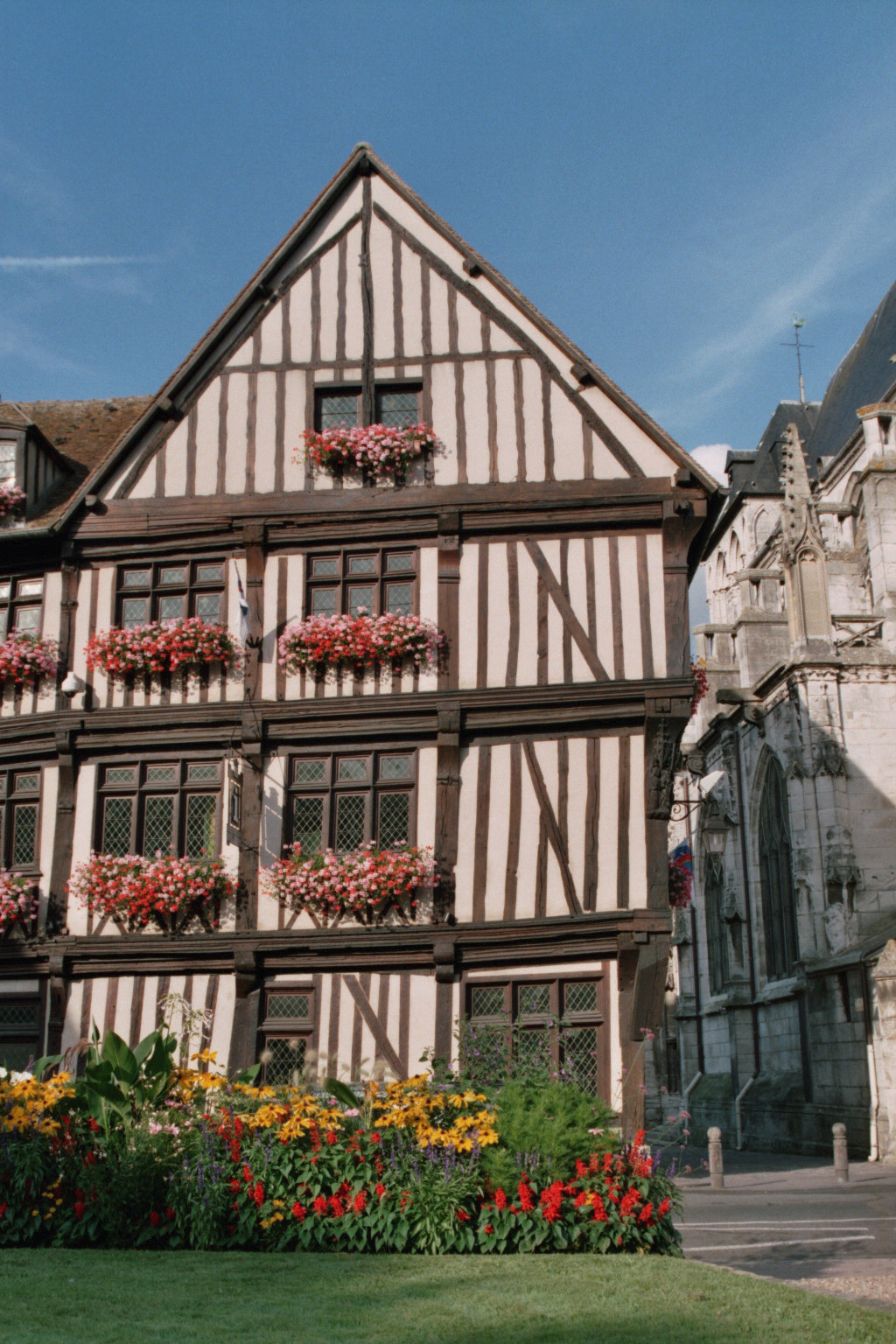
Huset Temps Jadis
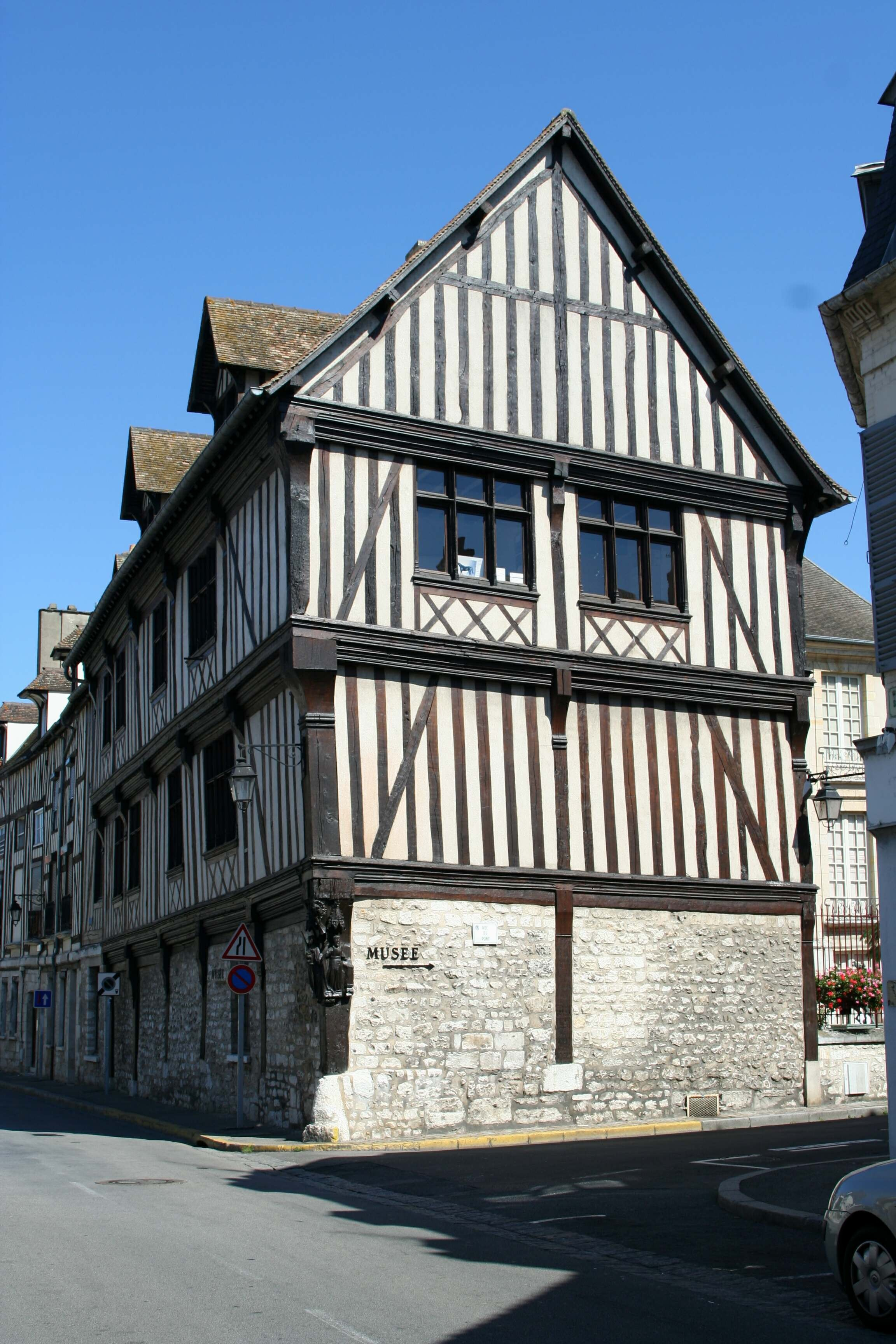
Museet
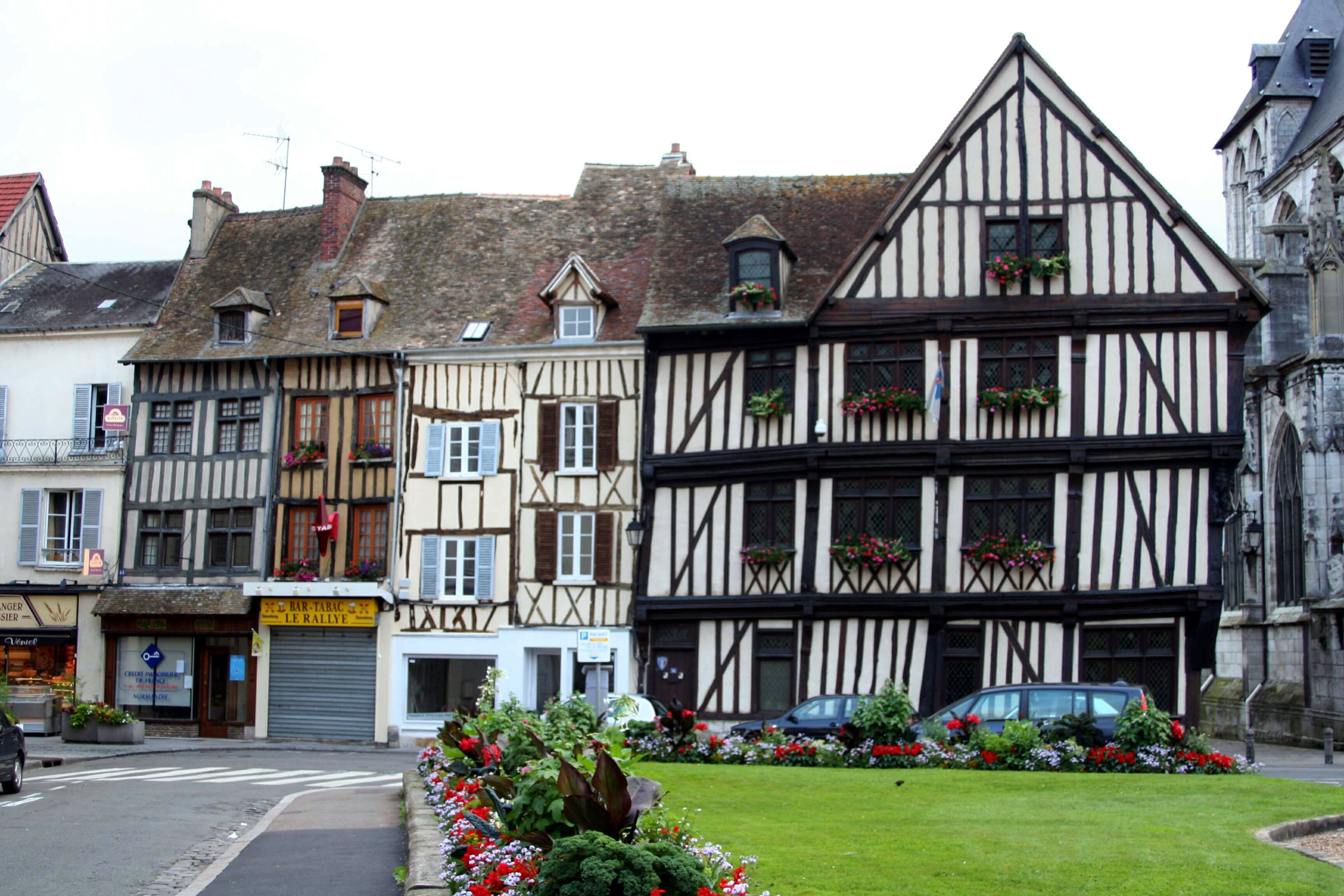
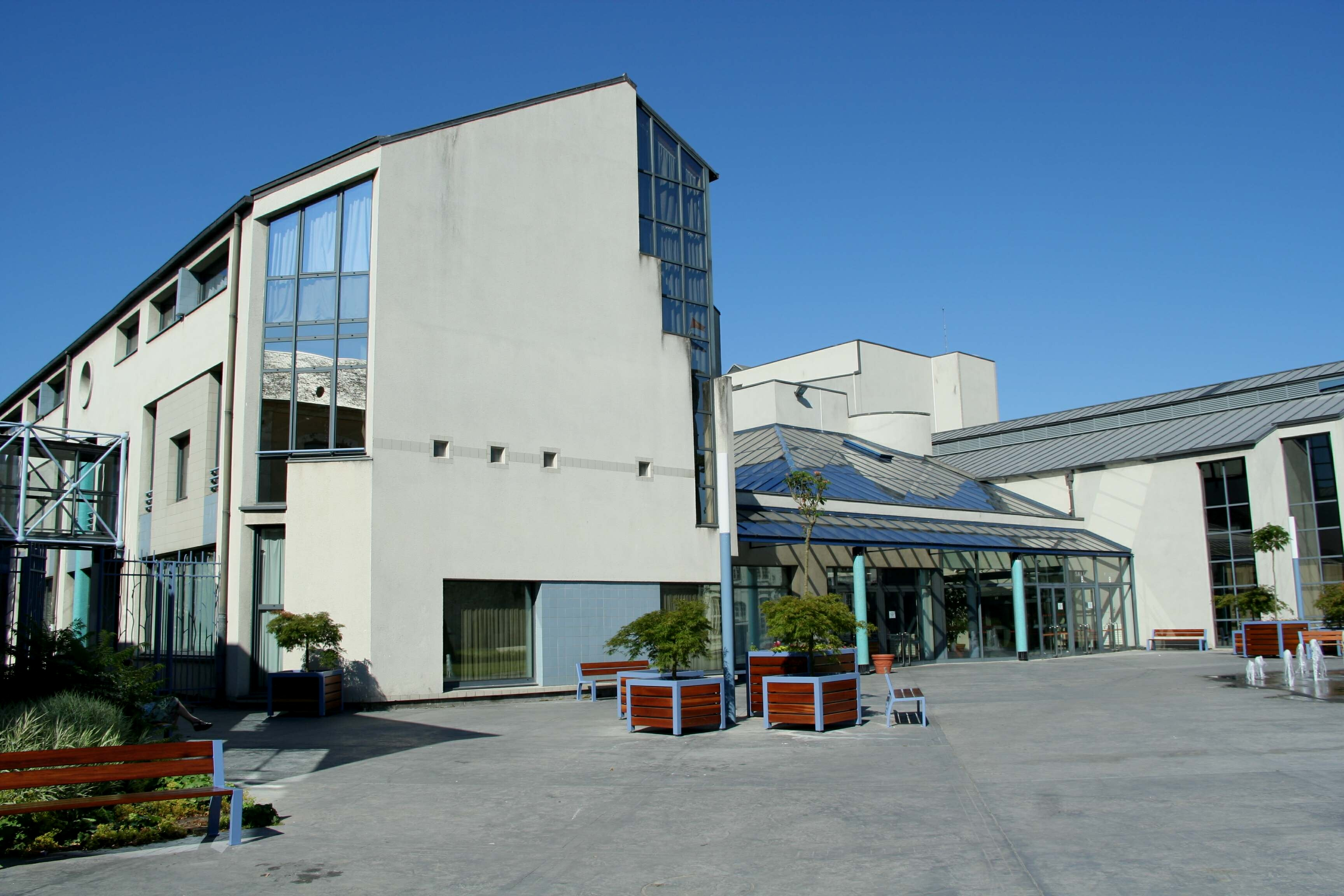
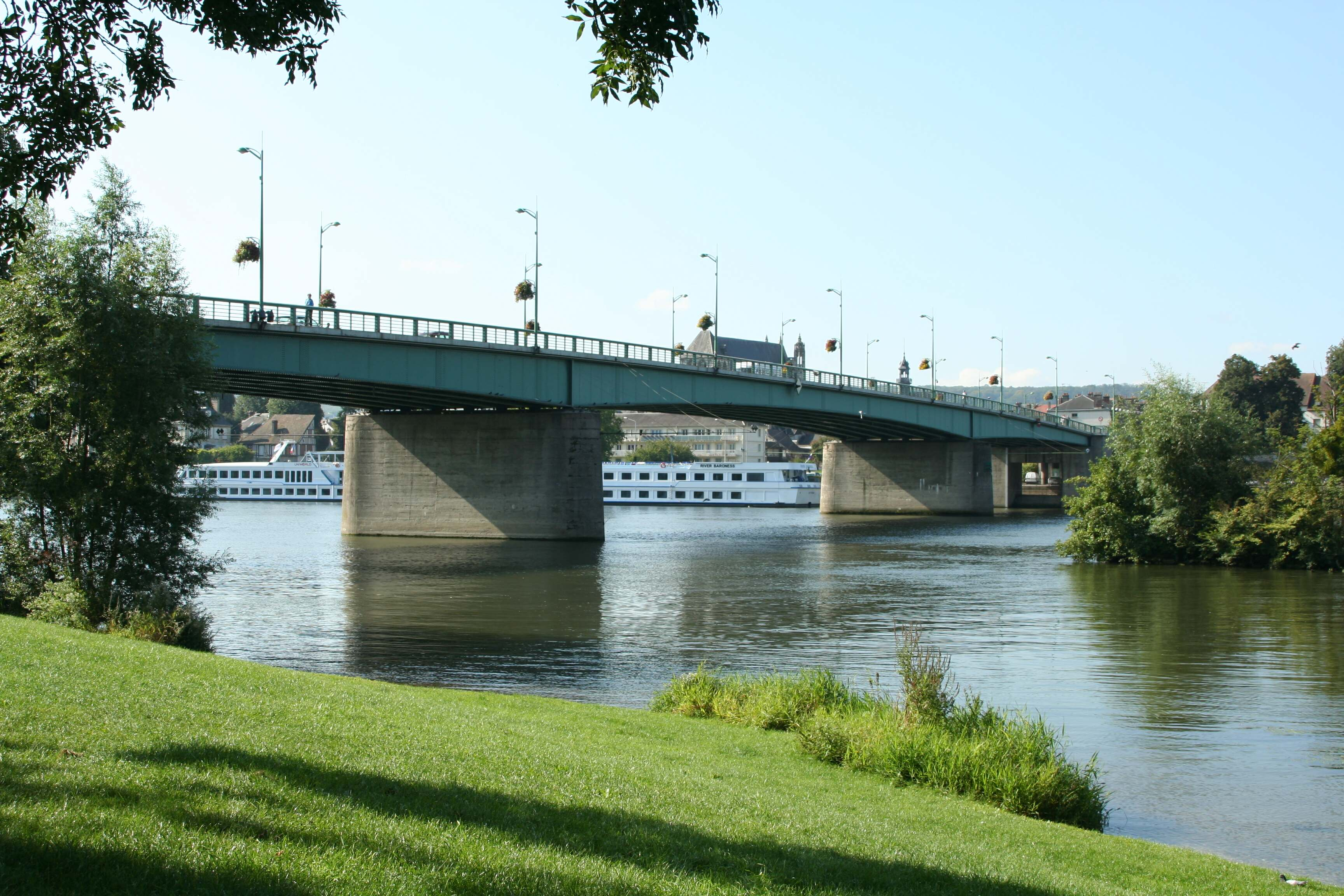
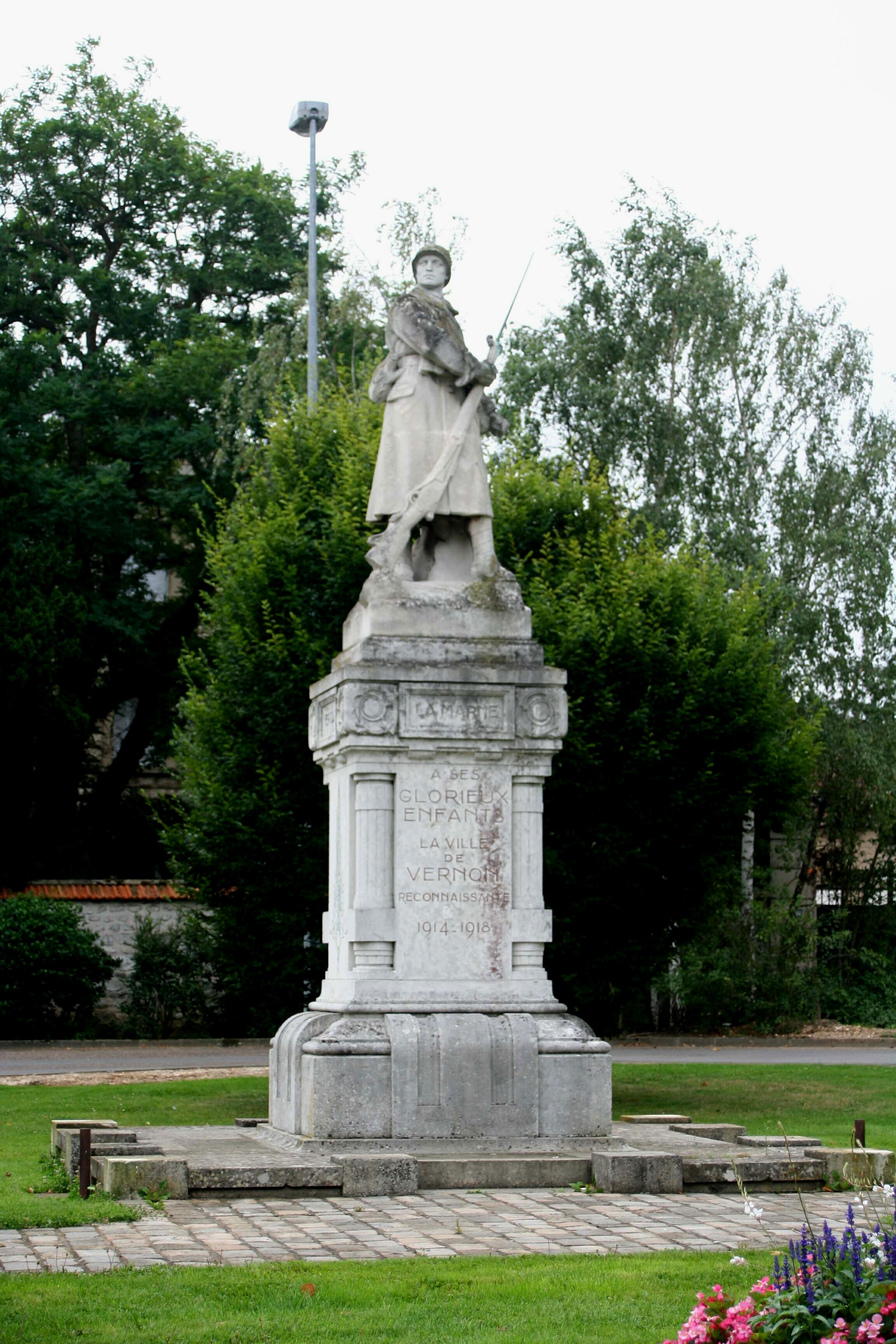
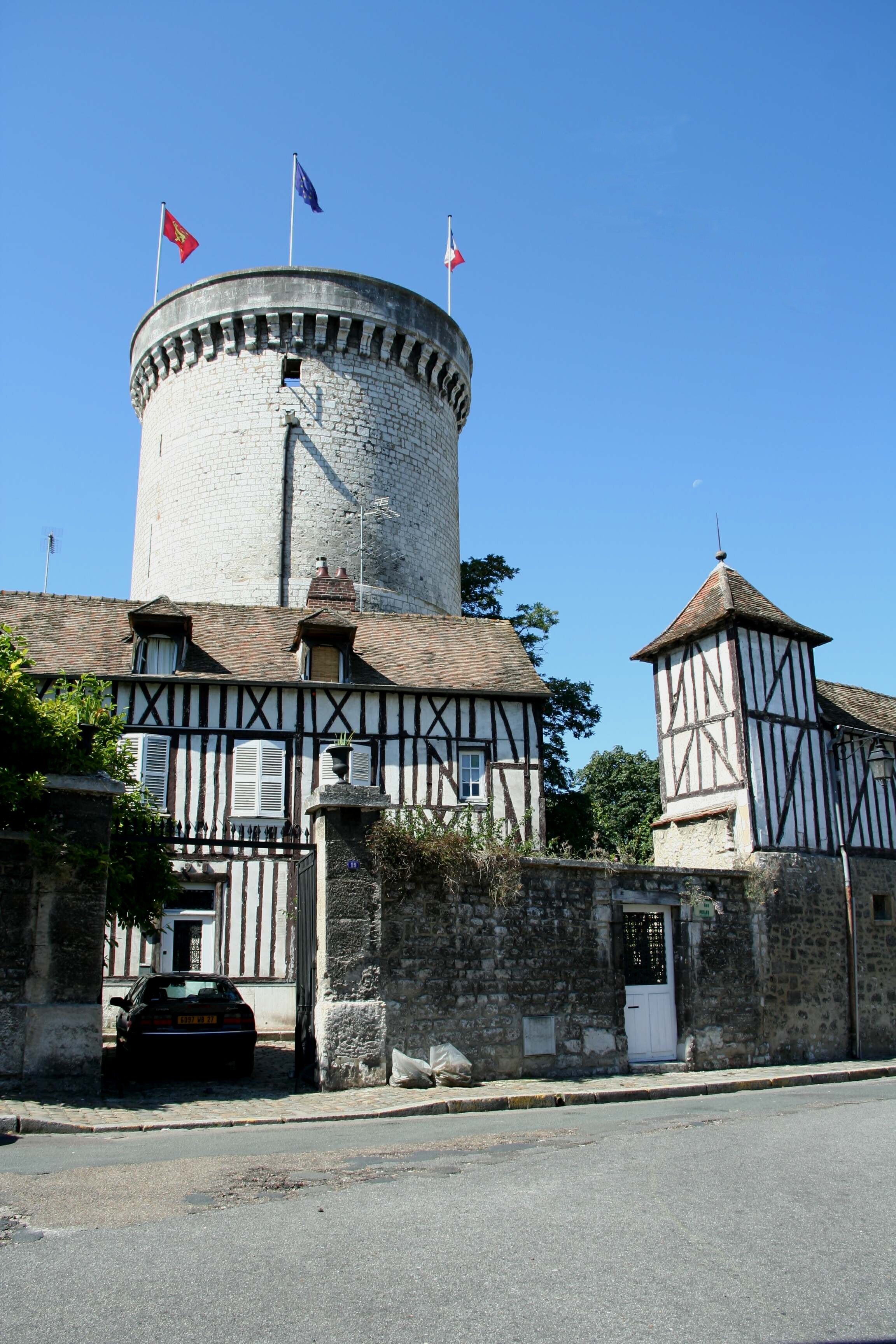
Charles de Gaulleplatsen
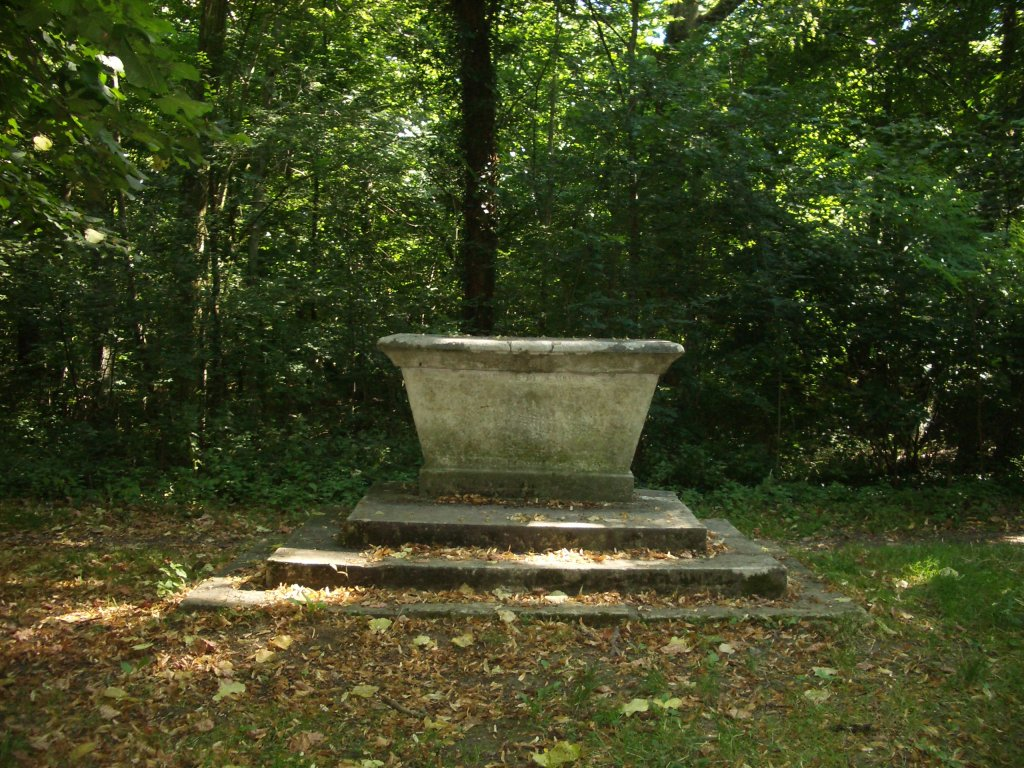